# محمد احمد زکی
محمد احمد زکی (عربی: محمد أحمد زكي محمد؛ زادهٔ ۲۹ ژانویهٔ ۱۹۵۶) سیاست‌مدار و ارتشبد نیروی زمینی مصر است، که در فاصله سال‌های ۲۰۱۸ تا ۲۰۲۴ به‌عنوان وزیر دفاع مصر فعالیت می‌کرد.
زکی فعالیت نظامی را از سال ۱۹۷۷ آغاز کرد. وی از ۲۰۰۸ تا ۲۰۱۲ فرماندهی سپاه هوابرد مصر را برعهده داشت و از ۲۰۱۲ تا ۲۰۱۸ فرمانده گارد جمهوری مصر بود.